# Allane
Die Allane SE (ehemals Sixt Leasing SE) mit Sitz in Garching bei München ist ein international tätiges Unternehmen mit den Tätigkeitsbereichen Leasing für Privat- und Geschäftskunden sowie Flottenmanagement. Hauptaktionärin war bis Februar 2020 die Sixt SE, die dann ihren Anteil an die Hyundai Capital Bank Europe verkaufte. Aufgrund der Übernahme heißt das Unternehmen seit 2021 Allane SE. Der Markenname Sixt Leasing durfte für eine Übergangszeit von 3 Jahren noch benutzt werden.

## Geschichte
1967 bot Sixt das erste Leasingprogramm in Deutschland für Fahrzeuge an. 1988 wurde die Sixt Leasing GmbH gegründet, die 1996 zur Sixt Leasing AG wurde. Sixt dehnte seine Geschäftstätigkeiten auf Auslandsmärkte aus. Beginnend mit Österreich im Jahr 1996 folgten 1998 Frankreich, 2004 die Schweiz und 2011 die Niederlande. Zudem ist das Unternehmen über ein Franchise-Netzwerk heute in circa 40 Ländern aktiv. 2010 trat das Unternehmen mit Sixt Mobility Consulting in das Fuhrparkmanagement ein. 2012 wurde mit sixt-neuwagen.de eine Online-Plattform für Privat- und Gewerbekunden geschaffen.
Am 7. Mai 2015 wurde die Aktie der Sixt Leasing AG erstmals an der Frankfurter Wertpapierbörse gehandelt. Zwischen September 2015 bis März 2016 und zwischen dem 15 und 29. Mai 2020 war die Sixt Leasing SE im SDAX der Deutschen Börse vertreten. Am 6. April 2020 wurde der Verkauf der Anteile der Sixt SE an die Hyundai Capital Bank Europe abgeschlossen, womit die Sixt Leasing SE unabhängig von der Sixt SE wurde. Die Hyundai Capital Bank Europe ist nunmehr mit rund 92 Prozent der Aktien Hauptanteilseignerin der Allane SE (Stand August 2021).